# Назук
Назу́к — кондитерское изделие армянской кухни, сдобная лепёшка с начинкой. Оно имеет квадратную форму и глянцевитую поверхность. Назук готовится растиранием слоёного дрожжевого теста с маслом. В тесто замешивают шафран, из-за чего изделие имеет жёлтый цвет; иногда также добавляют корицу. Готовое изделие состоит из нескольких слоёв теста и начинки. 
Существуют рецепты приготовления назука со сладкой или солёной начинкой.
Разновидность назука популярна в Саратове, в других регионах России это изделие малоизвестно.